# ويليام كليبورن أوينز
ويليام كليبورن أوينز هو محامي وسياسي أمريكي، ولد في 17 أكتوبر 1849 في جورجتاون في الولايات المتحدة، وتوفي في 18 نوفمبر 1925 في لويفيل في الولايات المتحدة. نشط حزبياً في الحزب الديمقراطي والحزب الجمهوري. وقد انتخب عضو مجلس النواب الأمريكي ‏.